# Xenosaurus newmanorum
Xenosaurus newmanorum — вид ящірок, представник роду Ксенозавр з родини Ксенозаврів.

## Опис
Загальна довжина сягає 10—11 см. Колір шкіри спини має оливкуватий, коричневий. Тулуб плаский, голова витягнута, хвіст тонкий та не досить довгий, стиснутий з боків. Очі зеленувато—жовті. Кінцівки потужні, пальці дуже міцні.

## Спосіб життя
Полюбляє вологі ліси у гірській місцині. Досить полохлива тварина. Ховається в ущелинах, серед скель. Активний вночі. Харчується членистоногими, дрібними ссавцями та рослинами. Це колективна ящірка. Пари зберігаються на все життя. У цього ксенозавра найбільш простежується піклування батьків про своїх нащадків.
Це яйцеживородна ящірка. Самиця народжує 2 дитинчат розміром 2—3 см. У Xenosaurus newmanorum дворічний репродуктивний цикл.

## Розповсюдження
Це мексиканський ендемік. Мешкає у регіоні Хілітла штату Сан-Луїс-Потосі.